# Bélaház
Bélaház (1887-ig Boleráz, szlovákul Boleráz, németül: Frauendorf) község Szlovákiában, a Nagyszombati kerületben, a Nagyszombati járásban.

## Fekvése
Nagyszombattól 13 km-re északnyugatra fekszik, Istvánlak tartozik hozzá.

## Története
A falu területén már a korai paleolitikumban is éltek emberek, ezt erősítik meg az itt talált jelentős régészeti leletek, melyekről kultúrát neveztek el. A bronzkorban a falu feletti magaslaton kisméretű földvár állt. A terület a feudális magyar állam megalakulásáig folyamatosan lakott volt.
A mai település első fennmaradt írásos említése 1240-ből származik Balarach alakban, amikor IV. Béla király a birtok jövedelmeit a nagyszombati klarisszáknak adományozta. Neve szláv személynévi eredetű volt, melyet 1887-ben magyarosítottak. Temploma 1080-ban már állt, de később elpusztult és a helyén épült a mai templom a 18. század végén.
Vályi András szerint "BOLERÁZ. Mező Város Posony Vármegyében, földes Ura a’ Religiói Kintstár, lakosai katolikusok, fekszik Nagy Szombathoz két órányira, még II. BÉLÁRA lehet vinni, ki is azt szabadságokkal megajándékozta; ’s a’ Nagy Szombati SZENT KLÁRA Apátzáknak birtokokban vala; északra szép szőlö hegyei vannak, túl rajta Sárkány hegye fekszik szőlö hegyekkel, és szántó földekkel díszesíttetve, első Osztálybéli."
Fényes Elek szerint " Boleráz, tót mezőváros Pozson, az uj rend. szerint Nyitra vármegyében, a N.-Szombatról Holicsra vivő országutban, az első várostól 2 órányira, kies vidéken. Lakosai, kik 1020 kath., 10 evang., 4 zsidókra mennek, hajdan szép szabadságot nyertek II. Béla királytól, a honnan a helység pecsétja Béla nevét hordja. Ma ezen szabadságokból már kevés van meg. Van itt egy kath. paroch. templom, kastély, vízimalom, a Tirna vizén; északra szép szőlőhegye, jó szántóföldje, rétje. F. u. gr. Pálffy Jánosné örökösei."
A trianoni békeszerződésig Pozsony vármegye Nagyszombati járásához tartozott. 1960-óta Istvánlak is hozzátartozik.

## Népessége
| Év:            | 1994. | 2004.   | 2014.   | 2024.   |
| -------------- | ----- | ------- | ------- | ------- |
| Emberek száma: | 1988  | 2062    | 2262    | 2395    |
| Eltérés:       |       | +3,72 % | +9,69 % | +5,87 % |

| Év:            | 2023. | 2024. |
| -------------- | ----- | ----- |
| Emberek száma: | 2395  | 2395  |
| Eltérés:       |       | +0 %  |

1880-ban 828 lakosából 714 szlovák, 40 német, 15 magyar és 6 egyéb anyanyelvű, illetve 53 csecsemő volt. Istvánlak 371 lakosából 313 szlovák, 25 német, 2 magyar, 13 egyéb anyanyelvű, 1 idegen és 17 csecsemő.
1910-ben 1158 lakosából 1062 szlovák, 58 magyar és 38 német anyanyelvű. Istvánlak 476 lakosából 413 szlovák, 21 magyar, 9 német, 1 horvát és 32 egyéb anyanyelvű volt.
2001-ben 1982 lakosából 1948 szlovák, a magyarok száma három volt.
2011-ben 2216 lakosából 2020 szlovák, a magyarok száma három volt.
2021-ben 2370 lakosából 2290 (+5) szlovák, 12 (+4) magyar, 3 (+6) cigány, (+1) ruszin, 23 (+1) egyéb és 42 ismeretlen nemzetiségű volt.

## Nevezetességei

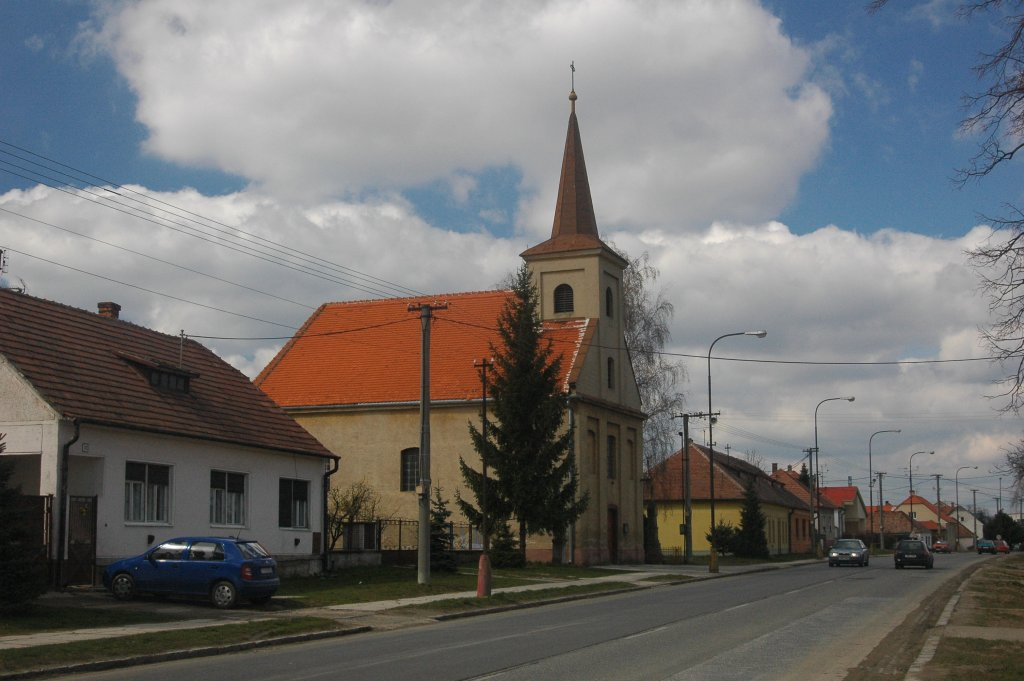
Istvánlaki templom

- Szent Mihály arkangyal tiszteletére szentelt római katolikus temploma 1787-ben épült.